# Aszano Takuma
Aszano Takuma (Mie, 1994. november 10. –) japán válogatott labdarúgó, a spanyol RCD Mallorca játékosa.

## Nemzeti válogatott
A japán válogatottban 53 mérkőzést játszott, 9 gólt szerzett.

## Statisztika
| Japán válogatott | Japán válogatott | Japán válogatott |
| Időszak          | Mérk.            | gól              |
| ---------------- | ---------------- | ---------------- |
| 2015             | 3                | 0                |
| 2016             | 7                | 2                |
| 2017             | 7                | 1                |
| 2018             | 1                | 0                |
| 2019             | 2                | 1                |
| 2020             | 2                | 0                |
| 2021             | 10               | 2                |
| 2022             | 9                | 2                |
| 2023             | 7                | 1                |
| 2024             | 5                | 0                |
| Összesen         | 53               | 9                |

## Sikerei, díjai

### Klub
- Sanfrecce Hirosima
  - Japán bajnok: 2013, 2015
  - Japán szuperkupa: 2013, 2014, 2016

- Stuttgart
  - Bundesliga 2: 2016–17

### Válogatott
- Japán U23
  - U23-as Ázsia-bajnokság: 2016